# Ельясабад (Західний Азербайджан)
Ельясабад (перс. الياس اباد) — село в Ірані, входить до складу дехестану Бакешлучай у Центральному бахші шахрестану Урмія провінції Західний Азербайджан.